# Hof van Wateringen

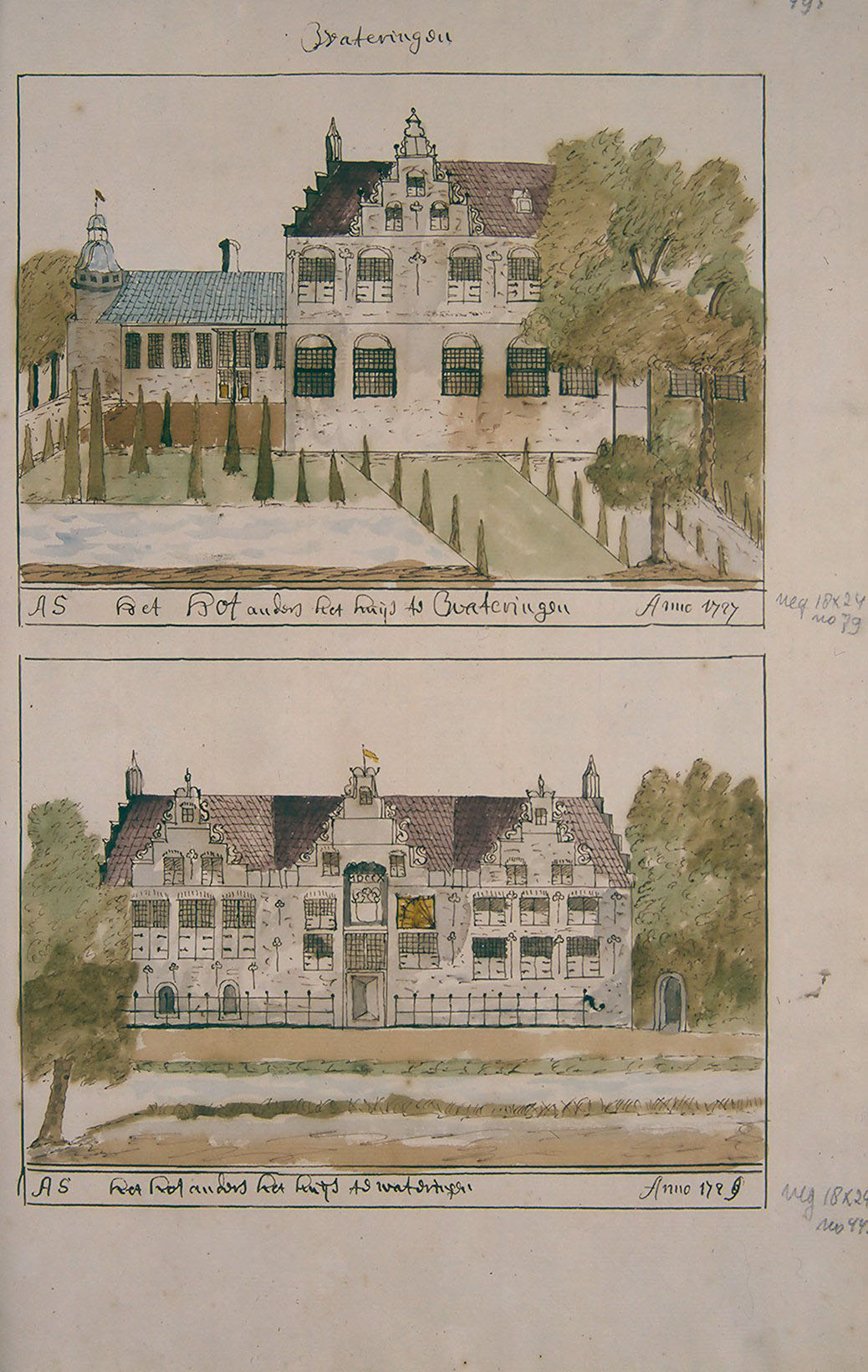
't Hof van Wateringen in 1727/1729. In 1812 is een groot deel gesloopt en is alleen de huidige hofboerderij bewaard gebleven.

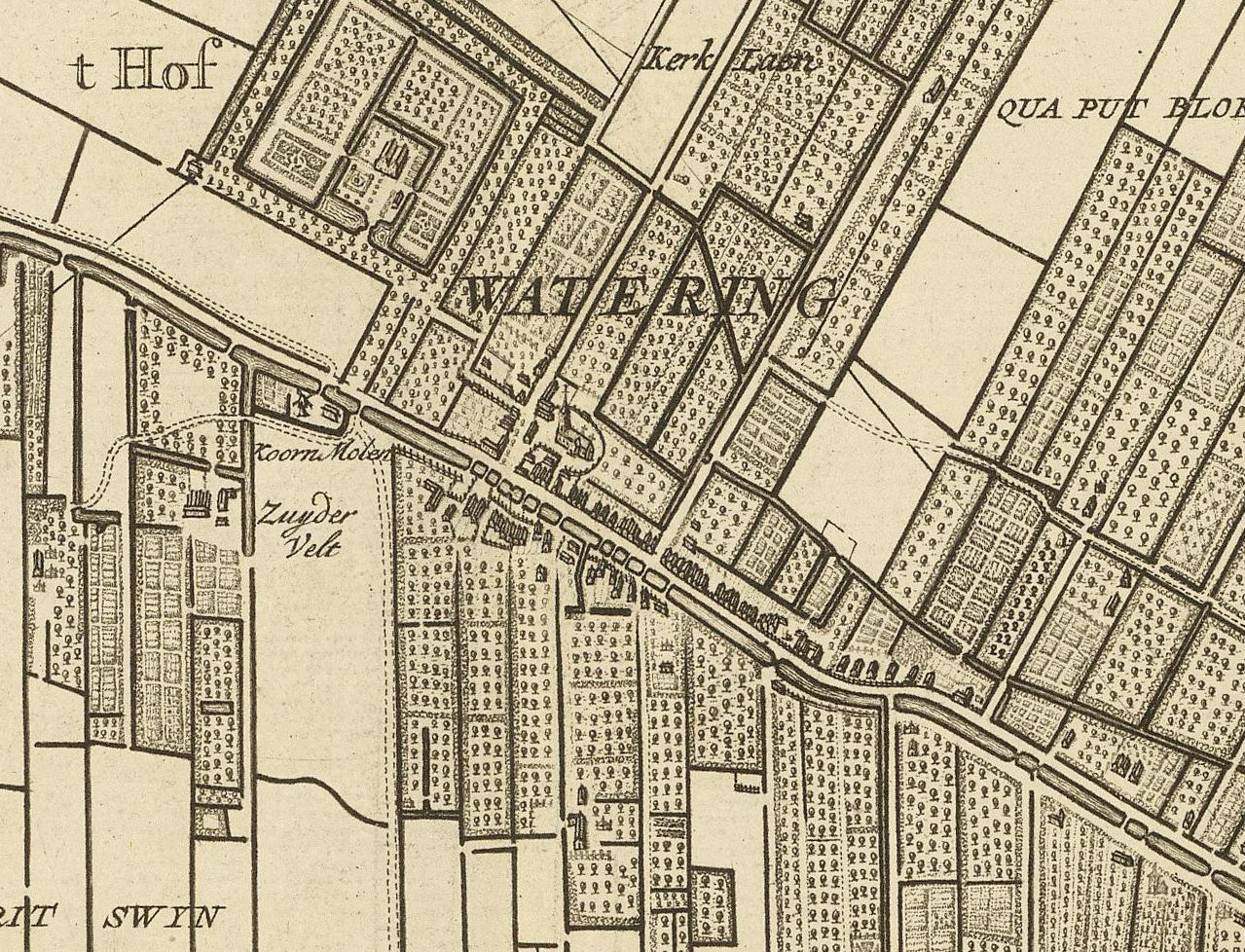
Wateringen op een kaart uit 1712. Linksboven naast de tekst t Hof is de buitenplaats afgebeeld.

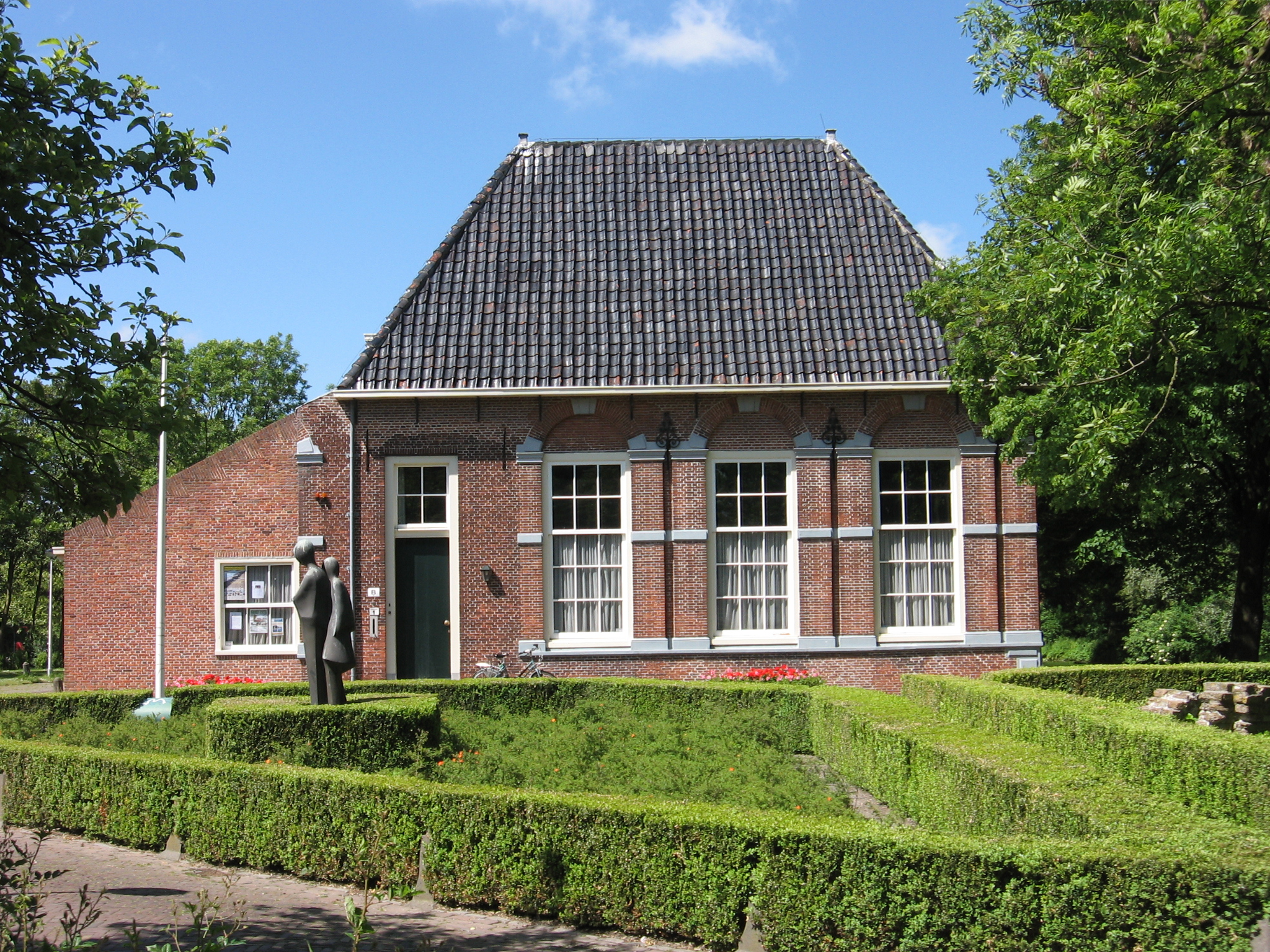
Hofboerderij.

Het Hof van Wateringen was een kasteel in Wateringen die de heren van Wateringen lieten bouwen en dat al in 1250 bestond. In 1485 werd het kasteel overgedragen aan de cisterciënzers en werd het in gebruik genomen als klooster. Na de verwoesting in 1573 verrees op die plek een nieuwe buitenplaats. Deze werd in 1812 grotendeels gesloopt maar een deel is bewaard gebleven en is de huidige Hofboerderij. De achterliggende stal dateert uit begin 19e eeuw en doet het dienst als cultureel centrum.

## Geschiedenis
Het kasteel met landerijen, dat al in 1250 bestond, kwam door vererving in handen van de familie Van Egmond en ging daarna naar de heren van Naaldwijk. Het kasteel werd in 1485 door Hendrik IV van Naaldwijk als heer van Wateringen aan de cisterciënzers van de Sint Salvatorklooster, te Antwerpen geschonken om het in te richten als klooster. Het klooster kreeg de naam Heilige Maria in Bethlehem. De bijbehorende landerijen besloegen ruim 100 morgen. Dit werd het laatste klooster dat voor de Reformatie in Nederland werd gesticht en werd gesloopt bij het beleg van Leiden in 1573. De monniken waren in 1572 al gevlucht, na de ontvoering in Monster van de katholieke pastoor en kapelaan door de watergeuzen. Vanwege de vervreemding van de samenleving richting de geestelijke instellingen in de Nederlanden, hadden minder mensen interesse in het kloosterleven. Zo woonden er bij de stichting van het klooster dertien monniken en in 1538 waren dat er nog maar drie.
De nieuwe eigenaar werd de Staten van Holland, die op alle kloostergebouwen en landen beslag liet leggen. In 1575 werden de resten van het klooster verkocht voor 100 pond aan de Delftse metselaar Pieter Huygenszoon. De materialen die bij de sloop vrij kwamen werden verwijderd en het kloosterbezit (ongeveer 85 ha) werd verkocht.
De plek kwam waarschijnlijk voor 1600 in handen van de Delftse regent Jacob Huygensz. Van der Dussen. Naast regent was hij heer van Harenkarspel, lid van de vroedschap van Delft en Hoogheemraad van Delfland. In 1589 kreeg Jacob het recht om zwanen te houden in de grachten van het Hof. Hij en zijn opvolgers lieten de buitenplaats herbouwen. Wanneer dat precies gebeurde is niet precies te zeggen maar in 1630 stond er al een flink huis gezien de belastingen die toen betaald moest worden. In 1684 was Maria van Merwede van Muylwijck eigenaresse en in de beschrijving van haar bezittingen werd het buitengoed als volgt omschreven: "Het Hof te Weateringh met het woonhuys, bouhuys, stallingh, bergh, duyfhuys, boomgaarden, thuyn, laenen, cingels en vijvers met een vrije swaenedrift." Daarnaast bezat zij nog meerdere stukken weiland, teeltland, hooiland en boomgaarden behorende bij het landgoed.
In de opvolgende jaren ging de buitenplaats over op verschillende eigenaren, totdat de toenmalige bewoonster in 1806 een groot deel van het complex liet slopen om de materialen met winst te verkopen. Van het herenhuis bleef een deel staan, wat nu de hofboerderij is, alsmede een wagenschuur of koetshuis. Na de gedeeltelijke sloop kwam het in 1812 in handen van Gerrit Waarendorp die er een boerenbedrijf begon liet bouwen. De stal achter de hofboerderij werd in 1833 gebouwd. In 1887 kocht het Burgerweeshuis uit Den Haag de hofboerderij en het omliggende land van 32 hectare en verpachtte het. Van het land werd in 1904 een deel verkocht voor de bouw van de huidige Pieter van de Plasschool. De vervallen stal uit 1833 werd in 1926 vernieuwd.
In de jaren dertig van de twintigste eeuw was de gemeente Wateringen al geïnteresseerd in de grond van de hofboerderij om het dorp te kunnen uitbreiden. In 1951 werd het complex door de gemeente gekocht. Op het land werden woonwijken gebouwd; de boerderij en het omliggende park werden behouden. De boerderij werd in 1982 gerestaureerd en doet momenteel dienst als een cultureel centrum en is een rijksmonument.